# Alpis Graia

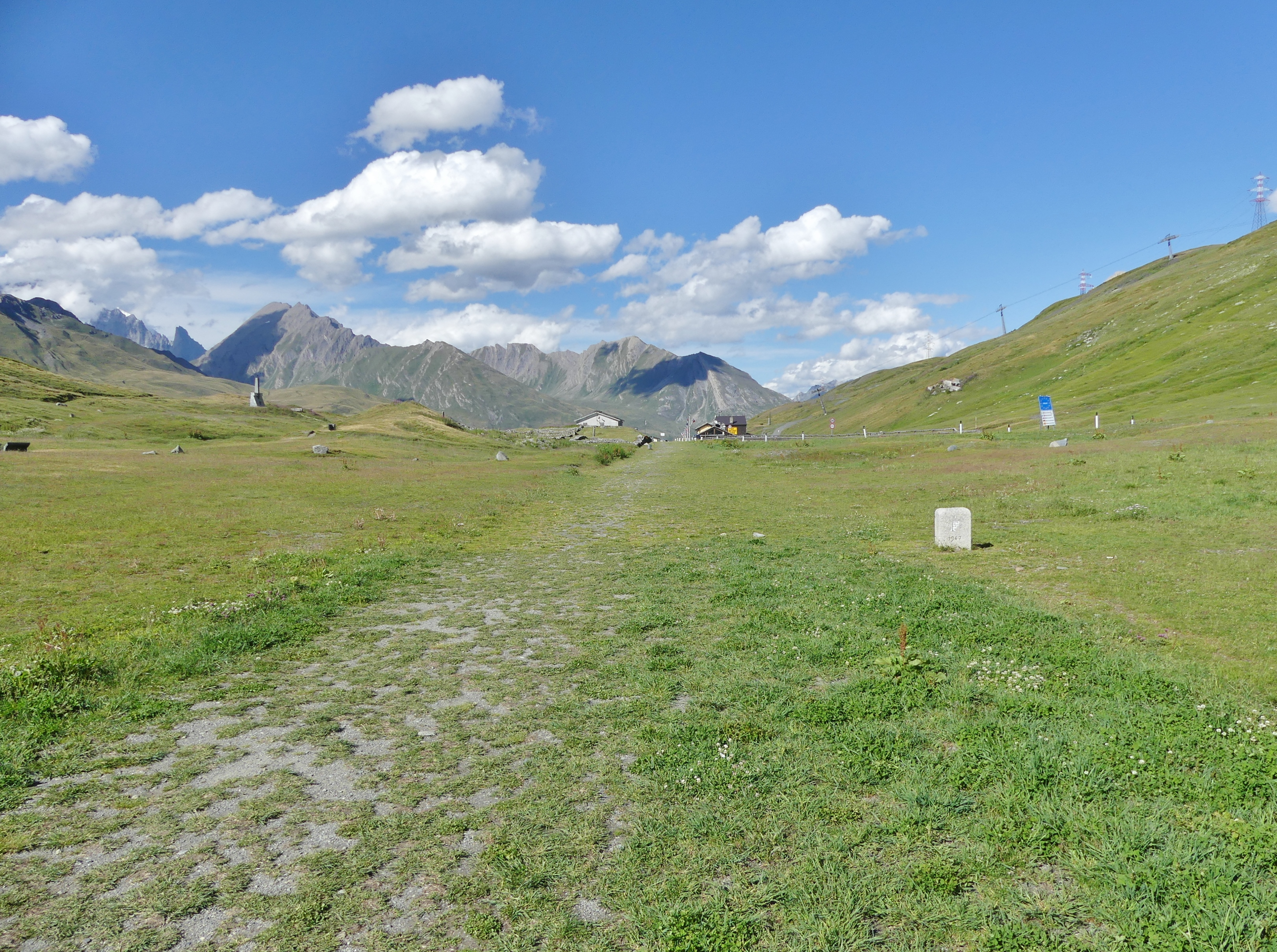
La voie romaine au col du Petit-Saint-Bernard.

L'Alpis Graia est le nom de la voie romaine conduisant de Milan à Vienne par le col du Petit-Saint-Bernard. À partir d'Aoste, l'ancienne Augusta Prætoria Salassorum, une partie de la voie bifurque en direction du col du Grand-Saint-Bernard, en prenant le nom d'Alpis Pœnina. La voie sortait de la ville romaine en direction du nord par la porta principalis dextera.

## Historique
Elle est construite par les Romains à partir de 45 av. J.-C. sur ordre de Jules César, les travaux durèrent jusqu’au milieu du Ier siècle apr. J.-C. Cette voie est utilisée pour la partie la plus haute de la traversée jusqu'en 1858, date à laquelle elle est remplacée par la route RN 90. La route d'Aoste jusqu'au col suit le tracé de l'actuelle RN 26 de la Vallée d'Aoste.
Au col du Petit-Saint-Bernard, une mansio est construite, l'équivalent des relais, destiné à héberger les voyageurs et à leur fournir des chevaux frais. Ses fondations demeurent aisément repérables du côté italien. Un temple est également édifié ,dédié à Jupiter, semblable à celui du col du Grand-Saint-Bernard. Ce temple aurait été orné d'une statue du dieu dressée au sommet d'une colonne, la colonne de Joux (Joux < Jovis, génitif de Jupiter).
L'Alpis Graia est le sujet d'un projet Interreg IIIA Italie-France 2000-2006 Alpis Graia. Archéologie sans frontières au col du Petit-Saint-Bernard. Un séminaire à ce sujet a eu lieu à Aoste du 2 au 4 mars 2006.